# Raffinerie de Normandie
La raffinerie de Normandie est située à Gonfreville-l'Orcher, en Seine-Maritime. Elle a été mise en service en 1933. Elle traite jusqu'à seize millions de tonnes de pétrole brut par an, surtout en provenance du golfe Persique. C'est la plus importante raffinerie française et une des premières au niveau européen. Elle emploie 1 500 personnes, dont près de 200 ingénieurs et techniciens qui travaillent dans le centre de recherche de Gonfreville.
Depuis 2001, un milliard d'euros a été investi pour moderniser le site. Par exemple, en décembre 2004, la plus grande unité française de cogénération (d'une puissance de 250 mégawatts d'électricité) a été mise en service pour produire la vapeur nécessaire à la raffinerie — cet équipement représenta un investissement de 230 millions d'euros.

## Présentation
Implantée au cœur de l’estuaire de la Seine, la raffinerie de Normandie s’étend sur 360 hectares. Chaque année, elle transforme douze millions de tonnes de pétrole brut en produits de consommation courante (essences, gazoles, carburant pour avion, huiles, lubrifiants, etc.).
Le pétrole brut traité à la raffinerie provient de diverses régions du monde et majoritairement de mer du Nord, mer Caspienne et du golfe Persique. Arrivé par navire au port du Havre, il est stocké dans le dépôt de la Compagnie Industrielle Maritime (CIM) avant d’être acheminé par oléoducs à la raffinerie.
Les deux cents produits issus de la raffinerie approvisionnent 1/6 du marché français et plus particulièrement le bassin parisien. Elle occupe une place prédominante sur les marchés internationaux de l’Europe du Nord et de la façade atlantique.
La raffinerie fabrique et vend plus de deux cents produits pétroliers dans le monde entier. Elle a une double activité industrielle :
- avec le raffinage de pétrole brut, elle fabrique des produits pétroliers de consommation courante ;
- avec la pétrochimie, elle fournit à l’industrie chimique des produits intermédiaires qui permettront de fabriquer des plastiques, des peintures, des solvants, etc.

La raffinerie est dotée d’un laboratoire d’analyse sous accréditation Cofrac. Son rôle est de garantir la qualité des produits à tous les stades de la fabrication et assurer, en continu, le respect des normes concernant les émissions et rejets notamment au niveau du traitement des eaux.
Les expéditions de produits finis se répartissent comme suit : 
- 86 % par oléoduc ;
- 6 % par rails ;
- 5 % par route ;
- 3 % par voies navigables.

1 100 professionnels dans 40 catégories de métiers assurent l’exploitation de la raffinerie 24 h/24 et 7 jours/7.

## Investissement en 2010
L’Europe consomme moins d’essence, moins de fioul de chauffage et toujours plus de gazole. En 2020, 51 % du parc des véhicules légers en Europe seront des diesels contre 32 % en 2007[réf. nécessaire]. C’est dans ce contexte qu’en juillet 2010, Total s’engage dans un programme à hauteur de 770 millions d’euros qui correspondent à 700 millions d’euros d’investissements productifs et 70 millions d’euros consacrés au démantèlement des installations qui seront arrêtées. La raffinerie aura en 2012 une activité de production recentrée sur les produits pétroliers phares, en particulier le gazole moteur. Mais ces investissements ne prennent pas en compte le défi de la transition énergétique vers les énergies renouvelables.

## Accidents et incidents
- 2000, 3 septembre : un feu d'hydrocarbures s'est déclenché dans une unité de fabrication d'essence. Les pompiers de la raffinerie sont intervenus et ont reçu le renfort de sapeurs pompiers extérieurs immédiatement. L'incendie n'est circonscrit à l'unité que le lendemain matin, et continue pendant plusieurs heures à être alimenté par les hydrocarbures présents dans l'unité. Selon Total, il n'y a pas eu de blessé[2].
- 2002, 15 juillet : accident mortel. Un ouvrier qui travaillait dans une tranchée a été tué, écrasé par un engin de chantier. L'ouvrier était un intérimaire[3].
- 2007, 7 octobre : un sérieux incendie s'est déclenché dans une unité de bitume de la raffinerie. Une trentaine de pompiers du Havre, de Saint-Romain-de-Colbosc, d'Angerville-l'Orcher sont venus en renfort des pompiers privés de garde, mais ils ont mis plusieurs heures pour le circonscrire. Selon Total, il n'y a pas eu de victimes ou de blessés, ni de pollution, ni dans l'air, ni dans l'eau du canal de Tancarville, des bouées flottantes y ayant été déployées pour éviter que les mousses utilisées par les pompiers ne s'y déversent[4].
- 2016, 24 octobre : cinq blessés à la suite d'une fuite enflammée[5],[6].
- 2019, 14 décembre : incendie[7].

## Protestations
En mai 2008, des pêcheurs ont bloqué la raffinerie pendant plusieurs jours, sans incidents, en empêchant toute entrée ou sortie de camion de la raffinerie, pour protester contre le prix élevé du gazole.
Du 22 juillet au 1er août 2010 s'est tenue à proximité la deuxième édition du Camp action climat français, qui a choisi cette raffinerie comme un des centres les plus polluants en France. Des manifestations devant et dans l'enceinte se sont déroulées quotidiennement pendant cette semaine-là.
Cop 23 : une étude sérieuse doit être menée afin de revoir l´ensemble des activités de cette raffinerie en vue de la rendre beaucoup moins polluante.